# Antoni Zygmund
Antoni Zygmund (25 décembre 1900 – 30 mai 1992) est un mathématicien américain d'origine polonaise, qui a exercé une influence majeure sur les mathématiques du XXe siècle.

## Biographie
Né à Varsovie, Zygmund est étudiant à l'université de Varsovie. Il devient professeur à l'université de Vilnius, poste qu'il occupe entre 1930 et 1939. Pendant l'occupation de la Pologne, au cours de la Seconde Guerre mondiale, il s'exile aux États-Unis en 1940, où il devient professeur au Mount Holyoke College à South Hadley. Entre 1945 et 1947, il occupe la chaire de professeur de l'université de Pennsylvanie, puis de professeur à l'université de Chicago après 1947.
Il est membre de plusieurs communautés scientifiques. Entre 1930 et 1952, il est membre de la Société des amis de la science (TNW). En 1946, il intègre l'Académie polonaise de l'apprentissage (Polska Akademia Umiejętności ou PAU). Depuis 1959, il est membre de l'Académie polonaise des sciences (Polska Akademia Nauk ou PAN). Enfin, il devient à partir de 1961 membre de l'Académie nationale des sciences des États-Unis à Washington. Il reçut la National Medal of Science en 1986.
Ses intérêts se portent principalement sur l'analyse harmonique. Il rédige un ouvrage en deux volumes, aujourd'hui considéré comme une référence : Trigonometric Series. Parmi ses étudiants, on retrouve Alberto Calderon, Paul Cohen, Nathan Fine et Elias Stein. Il meurt à Chicago.
Son travail a des conséquences dans de nombreux domaines des mathématiques, notamment en analyse. Son œuvre majeure est peut-être ses travaux avec Calderón sur les opérateurs intégraux singuliers.